# Szikora Tamás

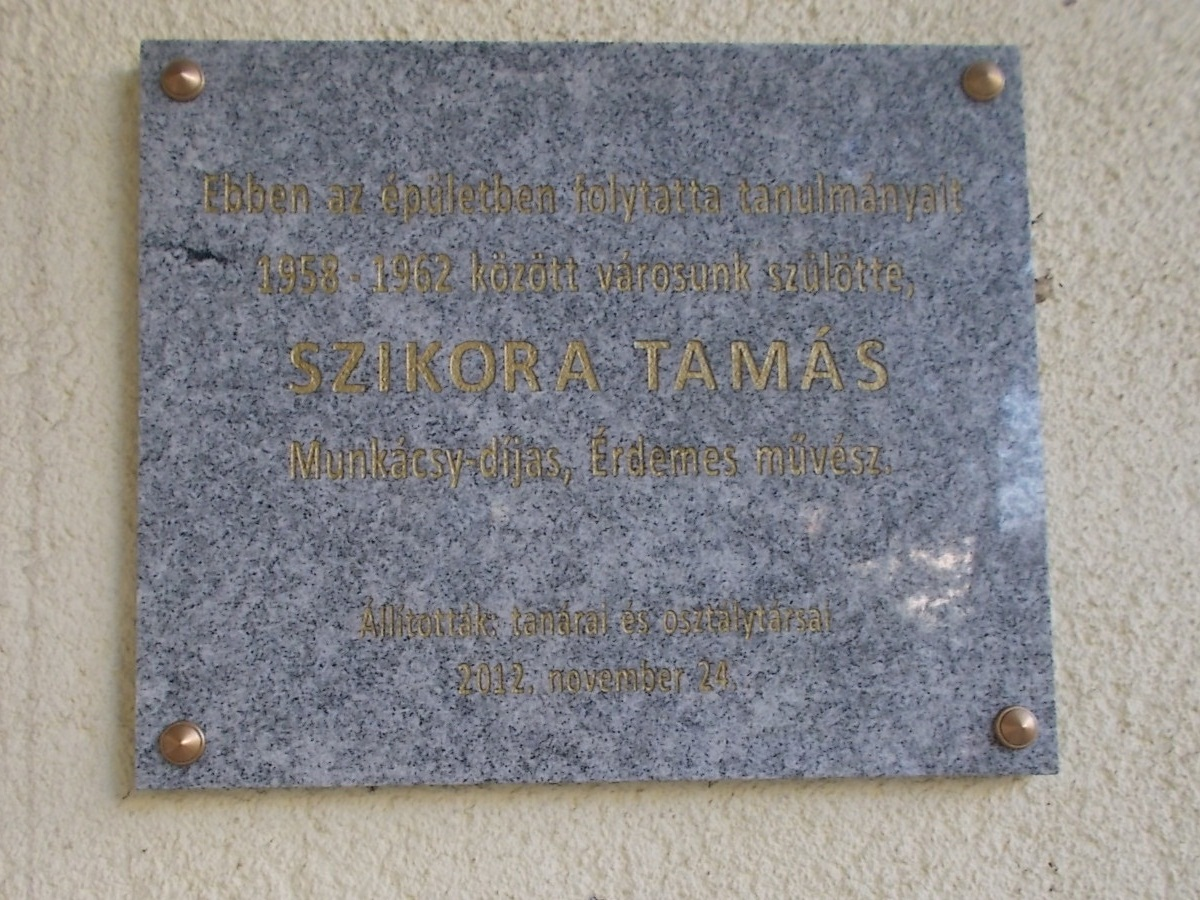
Emléktáblája Nyíregyházán

Szikora Tamás (Nyíregyháza, 1943. november 24. – Budapest, 2012. április 22.), Munkácsy Mihály-díjas festőművész, a magyar neokonstruktivizmus kiemelkedő mestere.

## Életpályája
1968-ban a leningrádi Kalinyin Műegyetem Kohómérnöki Karán diplomázott. 1970-76-ban a Képzőművészeti Főiskola növendékeként Fónyi Géza, Veres Sándor, Sarkantyú Simon tanítványa volt, 1977 és 1980 között Derkovits-ösztöndíjasként tevékenykedett. 1982-től 1991-ig az Esztergomi Tanítóképző Főiskola docense, 1985 és 1986 között az Iparművészeti Főiskola meghívott tanára. 1990-től a szentendrei Régi Művésztelep tagja, 1992-93-ban másfél évet töltött a párizsi Cité des Arts-ban a Pollock-Krasner Alapítvány támogatásával, 1992-től évente két hónapot dolgozott Párizsban, a Cité des Arts-ban.
Korai munkái a lírai expresszionizmus körébe tartoznak, elsősorban Antoni Clavé hatását hordják magukon. 1982-től bontakozott ki egyéni arculata. Ceruzarajzokat készített, amelyeken először jelentek meg az illuzionisztikus téralkotással kapcsolatos kísérletei. Több réteg egymásra ragasztásával, a papír felületének felszaggatásával készültek új grafikái. 1994-ben rátalált művészetének fő motívumára, a dobozra. Fából, hungarocellből épített installációkat. Rajzain megjelent a kopott, pusztulásra ítélt, régi fiókok motívuma. A dobozobjektek után olajfestményeken is megjelent a téma. Szikora munkáin az elődök geometrikus térkísérleteit ötvözi a "talált tárgy" szubjektív perspektívájával. Színvilága kezdetben rendkívül komor volt, a feketék, barnák tónusváltozataiból épült fel, gyakran a fa természetes erezetét, kopásait is megfestette. A dobozkompozíciók, bár a szimbolikus gondolat sem idegen tőlük, elsősorban az illuzionisztikus megjelenítés és a látszat szabályosságú tér változataira épülnek. 1991-től a tér és a sík bonyolult játékát a különböző képformákkal és egyéni keretekkel tovább bonyolította. Színei kivilágosodtak, a sárga és a fehér is megjelent, de a nagy kompozíciókon továbbra is a fa természetes színe maradt az uralkodó. Nagy méretű, többrészes középkori és barokk oltárokra, ikonfalakra asszociáló művei a faalapra helyezett, plasztikus dobozformák és az illuzionisztikus térfestés együttes alkalmazásából születtek. A konstruktivista festményreliefek örökségét folytató művek után 1992-től a festőiség nagyobb szerepet játszik. A geometrikus motívumok között nagy levegős teret hagy. A mulandóságra utaló festésmód megbontja a geometrikus formák szilárdságát. 1998-tól a tér görbülete formálja a kiinduló doboz alakját. Szikora „talált tárgyához" időközönként régi írások, fényképek, könyvgerincek is társultak.

## Díjai
- 1977-1980 – Derkovits-ösztöndíj
- 1992 – Festészeti Nagydíj, Salgótarján; Nemzetközi Akvarellbiennálé: a zsűri díja, Eger; VI. Rajzbiennálé: nagydíj, Salgótarján; Nemzetközi Pasztellbiennálé: Saint Quentin város II. díja
- 1994 – Munkácsy Mihály-díj
- 1997 – Pollock-Krasner Alapítvány kiemelt ösztöndíja
- 1999 – Római Magyar Akadémia ösztöndíja
- 2006 – Pro Cultura Urbis-díj; Herczeg Klára-díj
- 2010 – Érdemes művész

## Egyéni kiállításai (válogatás)
- 1978 – Jósa András Múzeum, Nyíregyháza
- 1980 – Stúdió Galéria, Budapest; Tornyai János Múzeum, Hódmezővásárhely
- 1984 – Magyar Építőművészek Szövetsége (Nádler Tiborral), Budapest; Óbudai Pincegaléria, Budapest
- 1988 – Kultur im Springerschlössel, Bécs
- 1989 – Qualitas Galéria, Hotel Atrium Hyatt, Budapest
- 1992 – Művésztelepi Galéria, Szentendre; Reife 22 Galerie, Stuttgart; Espace 31, Issy les Moulineaux, Párizs; Kunstmesse, Köln
- 1993 – Magyar Intézet, Párizs; Szent István Király Múzeum, Székesfehérvár; Francia Intézet, Budapest; Dovin Galéria, Budapest
- 1994 – Művészetek Háza, Pécs
- 1995 – Galerie Boycott, Brüsszel
- 1996 – Várfok Galéria, Budapest; Budapest Galéria Lajos utcai kiállítóháza, Budapest
- 1997 – EveArt Galéria, Budapest
- 1999 – Magyar Intézet, Párizs; Szinyei Szalon, Budapest
- 2000 – Illárium Galéria (Tölg-Molnár Zoltánnal, Hermann Zoltánnal), Budapest
- 2001 – Objektek, Kortárs Művészeti Múzeum – Ludwig Múzeum, Budapest; Szent István Király Múzeum, Székesfehérvár; Magyar Kulturintézet, Stuttgart; Godot Galéria, Budapest; Cité Internationale des Arts, Párizs
- 2002 – Városi Galéria, Nyíregyháza; Magyar Intézet, Stuttgart, Németország
- 2003 – Szikora 60, Godot Galéria, Budapest
- 2005 – Dobozok, Aulich Art Galéria, Budapest
- 2006 – Stúdió Galéria, Budapest; Plug, Kortárs művészeti vásár, Budapest (Godot Galéria standja)
- 2007 - Fordítók háza,  Balatonfüred
- 2008 – Art 9 Galéria, Budapest
- 2009 – Retrospektív kiállítás, Zichy Kastély, Zsámbék
- 2009 – Osztott tér, VILTIN Galéria, Budapest
- 2010 - Grafikák és kollázsok, Arte Galéria és Aukciós Iroda, Budapest
- 2011 – Szikora Tamás kiállítása, Művésztelepi Galéria (Ferenczy Múzeum), Szentendre
- 2013 – Konstruált árnyék – SZIKORA Tamás, VILTIN Galéria, Budapest

## Csoportos kiállításai
- 1983 – Junge Ungarische Künstler, Rathaus, München-Gauting, NSZK
- 1984 – Interart, Poznan, Lengyelország
- 1985 – Galeri Stengods, Malmö, Svédország; XVIII. Sao Pauloi Biennálé, Sao Paulo, Brazília
- 1986 – ICAF ’86, London, Egyesült Királyság; Nemzetközi Művészeti Vásár, Los Angeles, USA
- 1987 – Grafikai Művésztelep, Makó
- 1988 – IX. Nemzetközi Festészeti Biennálé, Szlovák Nemzeti Galéria, Kassa, Csehszlovákia; Kortárs Magyar Képzőművészet, Nemzeti Galéria, Prága, Csehszlovákia; Nemzeti Múzeum, Pozsony, Csehszlovákia; Galerie Eremitage, Berlin, NDK; XIII. Akvarellbiennálé, Eger
- 1989 – Europa – Asia, Art Biennale, National Museum, Ankara, Törökország; Kortárs Magyar Művészet, Szent Anna kápolna, Passau, Ausztria
- 1990 – Hommage á El Greco, Szépművészeti Múzeum, Budapest; II. Nemzetközi Mintatriennálé, Ernst Múzeum, Budapest; Egyedi Rajz Biennálé, Salgótarján; VII. Triennálé, Lalit Kala Galleries, Új Delhi, India; XII. Országos Kisplasztikai Biennálé, Városi Galéria, Pécs; XI. Sokszorosított Grafikai Biennálé, Miskolc; Treffpunkt Galerien, Klagenfurter Messe, Ausztria
- 1992 – Salon 92, Grand Palais, Párizs, Franciaország; II. Nemzetközi Pasztellbiennálé, Saint Quentin, Franciaország; Medzynarodowe Triennale Rysunki, Wroclaw, Lengyelország; Galerie Philippe Gand, Párizs, Franciaország
- 1993 – Art Expo, Budapest; Exposition collective, Cité des Arts, Párizs, Franciaország
- 1995 – Jelenkori Magyar Szobrászat, Műcsarnok, Budapest; Makói Művésztelep Jubileumi kiállítása, Képzőművészeti Főiskola, Budapest; Helyzetkép, II. Esztergomi Pasztellbiennálé, Esztergom
- 1996 – A kilencvenes évek művészete, Csók Képtár, Székesfehérvár; Konstruktívok, Nagyatád
- 1997 – Olaj, vászon, Műcsarnok, Budapest
- 1998 – Dobozok, Fészek Művészklub, Budapest; Válogatás a Ludwig Múzeum gyűjteményéből, Ludwig Múzeum, Budapest; 144-7460, Válogatás a Magyar Nemzeti Galéria harminc év alatt vásárolt műveiből, Magyar Nemzeti Galéria, Budapest
- 1999 – Búcsú a 20. századtól, Válogatás a Magyar Nemzeti Galéria anyagából, Magyar Nemzeti Galéria, Budapest; Escher kiállítás, Vigadó Galéria, Budapest; Malom, MűvészetMalom, Szentendre; Ösztöndíjasok kiállítása, Magyar Intézet, Róma, Olaszország; Huszonnégy magyar művész, Magyar Nagykövetség, Washington, USA
- 2000 – Majdanek, Nemzetközi Egyedi Rajzbiennálé, Lublin, Lengyelország
- 2001 – Örülök, hogy itt lóghatok, Pécs, Modern Magyar Képtár; Kedves Mesterek!, Szent István Király Múzeum, Székesfehérvár
- 2003 – Szentendrei Régi Művésztelep Jubileumi kiállítása, Vigadó Galéria, Budapest
- 2004 – Kulturhalle, Tübingen, Németország (Bartl, Jávor, Konok, Madarassy); Rajzok, MűvészetMalom, Szentendre
- 2005 – Kettesben és egyedül, Válogatás Kozák Gábor gyűjteményéből, Godot Galéria, Budapest; Kogart Szalon, Kogart Ház, Budapest; Önarckép, Várfok Galéria, Budapest
- 2006 – Titkok kertje, Gödöllői Iparművészeti Műhely, Gödöllő; Feszített vásznak, MűvészetMalom, Szentendre
- 2007 – Szabad vásznak, Művészet Malom, Szentendre
- 2007 – Nyomkereső, Pintér Sonja Galéria, Budapest
- 2008 – Új Kortárs, Léna Roselli Gallery – Olof Palme Ház, Budapest
- 2008 – Dobozvilág Magyarországon, Városi Művészeti Múzeum, Győr
- 2008 – Üzenet, Gödöllői Új Művészet Alapítvány, Gödöllő
- 2008 – Síkplasztika 4, Magyar Festők Társasága, Vízivárosi Galéria, Budapest
- 2009 – Az ikon – a középkori műfaj valóságértelmező szerepe a XXI. századi bolgár, magyar és szerb képzőművészetben, Régi Művésztelep Galéria, Budapest
- 2011 – Tihanyi Artplacc, VILTIN Galériával, Tihany

## Közgyűjteményekben őrzött művei
- Magyar Nemzeti Galéria, Budapest
- Kortárs Művészeti Múzeum – Ludwig Múzeum, Budapest
- Kulturális Minisztérium, Budapest
- Petőfi Irodalmi Múzeum, Budapest
- Szent István Király Múzeum, Székesfehérvár
- Deák Gyűjtemény, Székesfehérvár
- Modern Magyar Képtár, Pécs
- Ferenczy Múzeum, Szentendre
- Jósa András Múzeum, Nyíregyháza
- Déri Múzeum, Debrecen
- Paksi Képtár, Paks
- Magyar Külkereskedelmi Bank, Budapest
- OTP Bank, Budapest
- AB-Aegon Biztosító, Budapest
- Római Magyar Akadémia, Róma
- Cité Internationale des Arts archívuma, Párizs

## Köztéri munkái
- Vásárosnaményi Művelődési Központ, 1977.
- Esztergomi Tanítóképző Főiskola, 1980.
- Budapest VI. kerületi Polgármesteri Hivatal tanácsterme, 1984.
- Fischer Gyűjtemény, Reinlingen, 1997.
- Korona Szálló, Nyíregyháza, 1997.

## Művei fontosabb magángyűjteményekben
- Fischer Gyűjtemény
- Vass László Gyűjtemény
- Merics Gyűjtemény
- Herway Gay Gyűjtemény
- Dovin Galéria
- Tárnok Gyűjtemény
- Nádasdi Gyűjtemény
- Kozák Gábor Gyűjtemény
- Godot Galéria
- Békefi Gyűjtemény
- Sinkovits Péter Gyűjtemény
- Antal – Lusztig Gyűjtemény
- Bélai György Gyűjtemény
- Márkus István Gyűjtemény